# Pseudocalamobius leptissimus
Pseudocalamobius leptissimus är en skalbaggsart som beskrevs av J. Linsley Gressitt 1936. Pseudocalamobius leptissimus ingår i släktet Pseudocalamobius och familjen långhorningar.
Artens utbredningsområde är Taiwan. Inga underarter finns listade i Catalogue of Life.